# 线粒体基质蛋白质
线粒体基质蛋白质（英語：mitochondrial matrix protein）是对存在于线粒体基质中的蛋白质的统称。线粒体基质中蛋白质浓度较高，但其中只有极少数是由线粒体基因组内的基因编码的，绝大多数是由核基因编码，经转录并由细胞质基质中的游离核糖体翻译产生的。这些蛋白质包括DNA聚合酶、RNA聚合酶、柠檬酸合成酶、乙醇脱氢酶（酵母菌）、鸟氨酸氨基转移酶（哺乳动物）以及三羧酸循环酶系中的酶类等。在细胞质基质中合成的线粒体基质蛋白的转运过程较为复杂，它们需要在转运肽及多种分子伴侣的辅助下经主动运输才能进入线粒体基质。线粒体基质蛋白不一定只在线粒体基质中表达，它们也可以在线粒体外表达。有猜测认为，这些存在于线粒体外的线粒体基质蛋白质是从线粒体中转运出去的，而此现象可能与线粒体起源于被真核细胞胞吞的原核细胞有关。
有研究指出，在肝脏受损后再生的初期一些线粒体基质蛋白会被释放到细胞质基质中，这一现象说明线粒体基质蛋白的释放可能与组织再生有一定的联系。